# Partidul Național al Reîntregirii
Partidul Național al Reîntregirii a fost un partid fondat de Mircea Druc în 1992 ca un partid pro-uniune dintre România și Moldova. Partidul a avut 0,23% din voturi.